# Союз МС-06
«Союз МС-06» — российский транспортный пилотируемый космический корабль серии «Союз МС» семейства «Союз», старт которого осуществлён 13 сентября 2017 года 00:17:02 мск с космодрома Байконур. После четырёхвитковой схемы сближения, корабль пристыковался к международной космической станции, а экипаж экспедиции МКС-53/54 перешёл на МКС.
Это 133-й пилотируемый полёт корабля «Союз», первый полёт которого состоялся в 1967 году.

## Экипаж
| Космонавт          | Должность                                                   | № полёта        | Корпорация      |                 |                 |                 |
| Основной экипаж    | Основной экипаж                                             | Основной экипаж | Основной экипаж | Основной экипаж | Основной экипаж | Основной экипаж |
| ------------------ | ----------------------------------------------------------- | --------------- | --------------- | --------------- | --------------- | --------------- |
| Александр Мисуркин | Командир ТПК «Союз МС», бортинженер МКС-53, командир МКС-54 | 2               | Роскосмос       |                 |                 |                 |
| Марк Т. Ванде Хай  | Бортинженер-1 ТПК «Союз МС», бортинженер МКС-53/54          | 1               | НАСА            |                 |                 |                 |
| Джозеф Акаба       | Бортинженер-2 ТПК «Союз МС», бортинженер МКС-53/54          | 3               | НАСА            |                 |                 |                 |
| Дублёры            |                                                             |                 |                 |                 |                 |                 |
| Антон Шкаплеров    | Командир экипажа                                            | 3               | Роскосмос       |                 |                 |                 |
| Скотт Тингл        | Бортинженер-1                                               | 1               | НАСА            |                 |                 |                 |
| Шеннон Уокер       | Бортинженер-2                                               | 2               | НАСА            |                 |                 |                 |

## Подготовка к полёту
28 октября 2016 года Межведомственная комиссия госкорпорации «РОСКОСМОС» утвердила составы основных и дублирующих экипажей длительных экспедиций (МКС-51/52, 52/53, 53/54, 54/55) к Международной космической станции в 2017 году. В состав экипажа ТПК «Союз МС-06» были включены космонавт Александр Мисуркин и астронавт Марк Т. Ванде Хай.
В октябре 2016 года, в связи с сокращением численного состава российских космонавтов в экипажах МКС до двух человек, экипаж ТПК «Союз МС-04» был полностью изменён, а космонавт Александр Мисуркин назначен командиром экипажа ТПК «Союз МС-06».
13 марта 2017 года появилась информация о назначении астронавта США Джозефа Акабы в основной экипаж корабля «Союз МС-06», а Шеннон Уокер — в дублирующий. 24 марта 2017 года на форуме журнала «Новости Космонавтики» появилось сообщение о том, что на заседании Государственной медицинской комиссии 14 марта 2017 года Александр Скворцов был признан временно не годным к тренировкам в составе экипажа по состоянию здоровья из-за травмы, полученной во время спортивного занятия. В связи с этим 15 марта в экипаже корабля его сменил космонавт Антон Шкаплеров.
10 сентября 2017 года пилотируемый корабль «Союз МС-06» с ракетой «Союз-ФГ» был установлен на первую стартовую площадку стартового комплекса «Гагаринский старт».

## Полёт
Старт корабля состоялся 13 сентября 2017 года в 00:17:02 мск. Полёт к МКС осуществлялся по «короткой» шестичасовой четырёхвитковой схеме, стыковка была произведена в 05:55 мск.
Расстыковка корабля с МКС осуществлена 28 февраля 2018 в 2:08 мск. Приземление спускаемого аппарата корабля «Союз МС-06» состоялось 28 февраля 2018 года в 05 часов 31 минуту (мск) в 146 км юго-восточнее города Жезказган в Казахстане.

## Эмблема
23 ноября 2015 на странице «Космос: Начало пути!», на тот момент проходивший подготовку в качестве командира экипажа ТПК «Союз МС-04» Александр Мисуркин объявил о начале открытого конкурса на создание эскиза эмблемы корабля. На эскизе должна была появится комбинация изображений орла «Альтаир» (позывной экипажа) и непосредственно корабля «Союз». В течение 22 дней в специально отведенный альбом было загружено более 150 работ, а 15 февраля 2016 года были объявлены результаты. Первое место занял эскиз уроженца Ростовской области Алексея Тарапата.
30 января 2017 года в разделе «Вопросы космонавту» Александр Мисуркин сообщил, что эскиз победителя конкурса будет использован для дизайна нашивки миссии «Союз МС-06».
13 мая 2017 года Марк Ванде Хай опубликовал утвержденное изображение эмблемы корабля «Союз МС-06» в своем твиттере.